# Амаравати (Индия)
Амара́вати (телугу అమరావతి, англ. Amaravati) — древний город на юго-востоке Индии, расположенный в штате Андхра-Прадеш, в нижнем течении реки Кришна. Руины города были обнаружены в 1799 году. Ныне небольшая деревня.
Расположен вблизи древнего города Дхараникота. Являлся столицей древнего государства Андхра. Был основан в III в. до н. э., и к XIV веку пришёл в упадок.
В своё время Амаравати считался цитаделью буддизма. Здесь находили приют приверженцы махасангхики. До наших дней сохранились фрагменты величественной ступы из Амаравати (не позднее III в. н. э.).
В честь Амарвати получил название стиль скульптуры, широко распространившийся во II—III веках, который исследователи ставят в один ряд с такими школами, как Бхаркута и Матхура.